# المقر الرئيسي لبنك مقاطعة قرطبة
المقر الرئيسي لبنك مقاطعة قرطبة (بالإسبانية: Casa Central del Banco de la Provincia de Córdoba) هو مبنى بنك يقع في قرطبة، الأرجنتين. تم تشييده بين عاميّ 1887 و 1888 ليكون أحد المعالم التاريخيّة والوطنيّة في مقاطعة قرطبة منذ 1993 وفي الأرجنتين منذ 2000. يُعتبر القصر مقرًا لبنك قرطبة، حيث كان أحد أول المباني في أمريكا اللاتينية التي شُيدت خصيصًا لتكون مؤسسة ماليّة. يقع وسط مدينة قرطبة.

## التصميم
تم تصميم المبنى بأكمله في وقت متأخر من القرن التاسع عشر على طراز العمارة التركيبيّة علي يد المعمار الإيطالي فرانسيسكو تامبوريني، الذي كانت له بصمة على العمارة المحليّة في الأرجنتين، كما كان تصميم الديكور الداخلي للمبنى مُستوحى من تصميم قصر فرساي. بدأت عمليّة الإنشاء في عام 1887 تحت إشراف المهندس خوسيه فرانسشي.

## صور

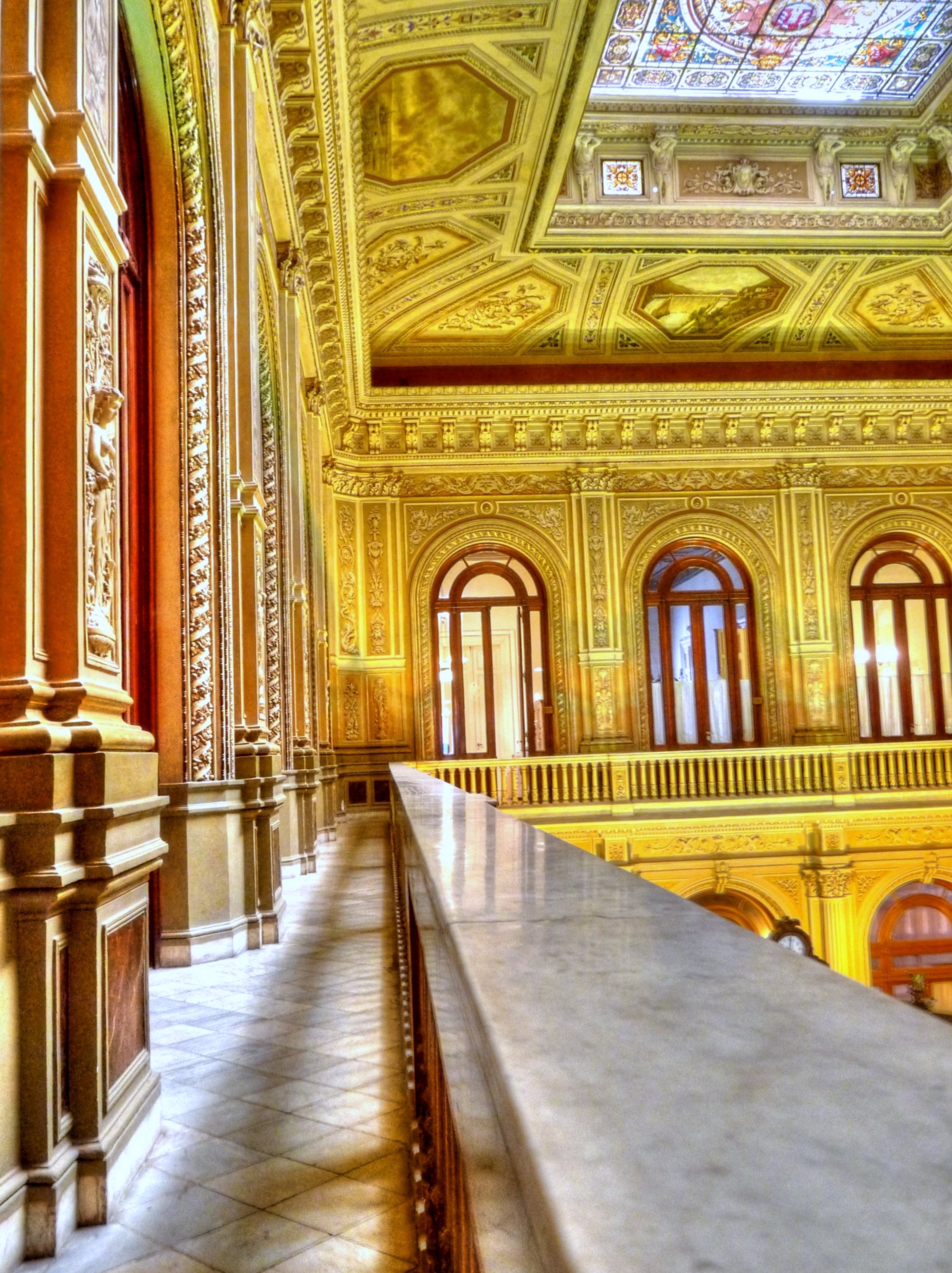
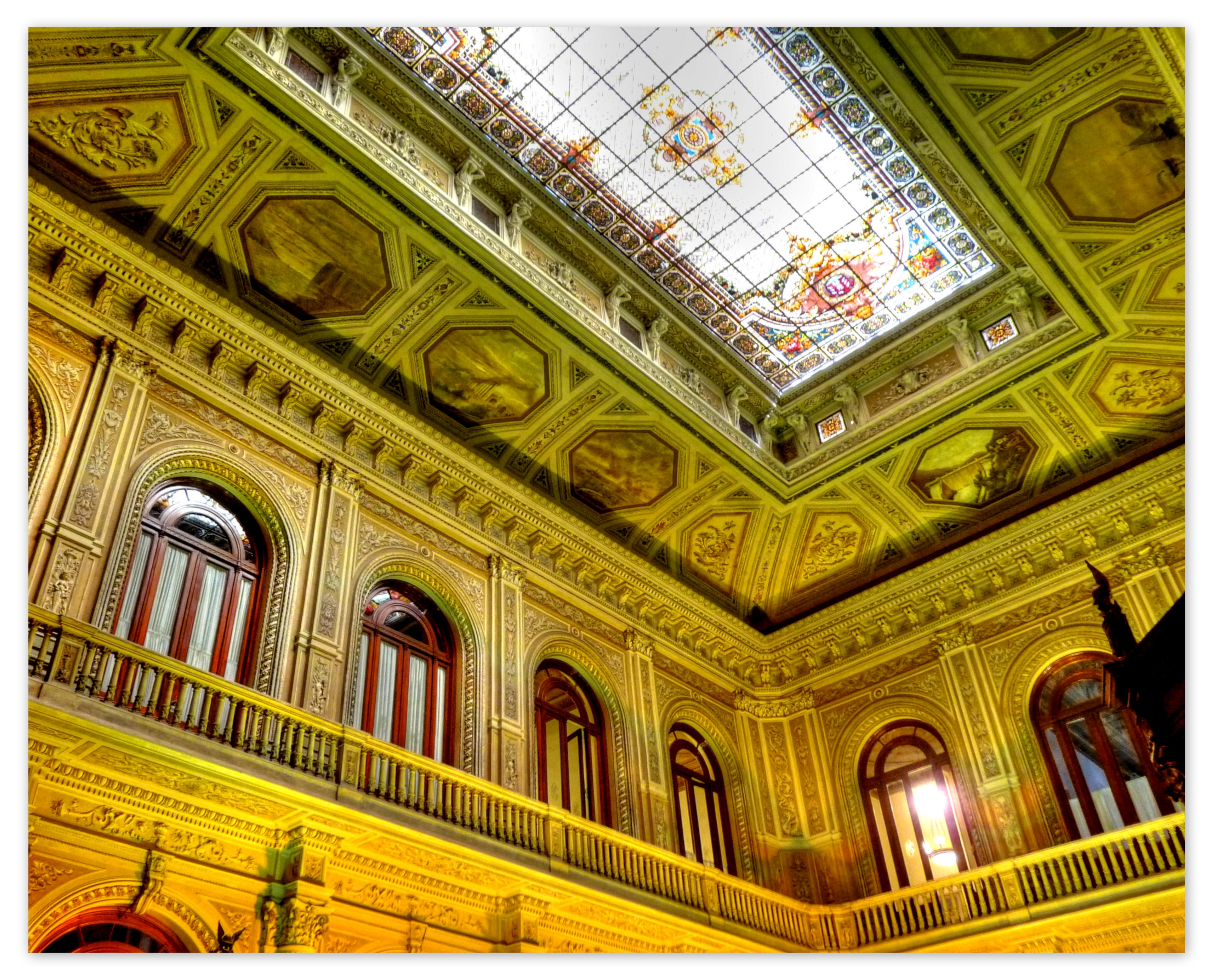

## وصلات خارجية
- "Patrimonio Arquitectónico – Edificio Casa Matriz del Banco de Córdoba". Banco Provincial de Córdoba (بالإسبانية). Archived from the original on 2016-03-04.